# 布赖恩·道格拉斯
布赖恩·道格拉斯（英語：Bryan Douglas，1934年5月27日—），英国男子足球运动员。他曾代表英格兰参加1958年和1962年国际足联世界杯，其中1958年世界杯止步小组赛阶段，1962年世界杯则止步八强。